# Kajínek (film)
Kajínek je český film z roku 2010 debutujícího režiséra Petra Jákla o Jiřím Kajínkovi a atmosféře v Česku po roce 1990, z období budování nového demokratického řádu a tehdejšího stavu české justice.
Film zhlédlo 120 000 diváků za první víkend, což je v Česku historický rekord. Celkový počet diváků k dubnu 2011 byl 790 000, tržby přesáhly 83,5 milionu Kč.
V roce 2011 získal film jednoho Českého lva za Nejlepší mužský výkon ve vedlejší roli (Vladimír Dlouhý in memoriam). Na festivalu Film policier de Liége v Belgii v dubnu 2011 získal Cenu mladé poroty v kategorii nejlepší film.

## Obsazení
| Konstantin Lavroněnko (dabing Jan Šťastný) | Jiří Kajínek                   |
| Tatiana Vilhelmová                         | Pokorová, Kajínkova obhájkyně  |
| Bogusław Linda (dabing Jan Vondráček)      | Doležal                        |
| Vladimír Dlouhý                            | Novotný                        |
| Michal Dlouhý                              | Lejčko                         |
| Ken Duken (dabing Jaromír Nosek)           | Bukovský                       |
| Václav Noid Bárta                          | Venca Křížek (Ludvík Černý)    |
| Alice Bendová                              | Alice Křížková                 |
| Jakub Hejdánek                             | Auditor                        |
| Werner Daehn (dabing Vasil Fridrich)       | Perner (Štefan Janda)          |
| Richard Němec                              | Vlasta Klempár (Vojtěch Pokoš) |
| Milán Horváth                              | Zbyněk Klempár (Julián Pokoš)  |

## Výroba
U filmu se vystřídalo kolem šesti scenáristů, např. Štěpán Kopřiva; finální scénář sepsal Marek Dobeš.
Práva na zfilmování Kajínkova příběhu má Petr Jákl (získal je po osobním rozhovoru s Kajínkem), který ale původně neplánoval film režírovat. To měla být práce Ivana Fíly. Ten se ale s Jáklem neshodl a začal připravovat vlastní projekt inspirovaný Kajínkem (měl se jmenovat Projekt K. a mít Richarda Krajča v hlavní roli), Jákl na něj ale podal žalobu. Když dohodou neskončila ani jednání s Filipem Renčem, rozhodlo se, že film natočí sám Petr Jákl.
Film se natáčel v létě 2009, s dotáčkami v září a v říjnu (celkem kolem 40 natáčecích dní na 2 až 7 kamer), a to i na Mírově (ve filmu by mělo být vidět přesně to okno, kterým v roce 2000 Jiří Kajínek z věznice uprchl) a na Borech. Scény ze soudní síně a interiéru žaláře vznikaly na půdě Okresního soudu v Mladé Boleslavi a v prostorách přilehlé opuštěné věznice.

## Recenze
- Kamil Fila, Aktuálně.cz, 6. srpna 2010
- Tereza Spáčilová, iDNES.cz, 4. srpna 2010
- Tomáš Chvála, Kinobox.cz, 28. července 2010   Archivováno 2. 8. 2010 na Wayback Machine.
- František Fuka, FFFilm, 28. července 2010
- Johana Hovorková, Filmserver.cz, 10. srpna 2010
- Jindřich Landa, NeKultura.cz 18. srpna 2010
- Martin FilmCZ.Info 9. srpna 2010  [nedostupný zdroj]
- Tomáš Aberl Červenýkoberec.cz, 26. ledna 2012